# Nieuport-Delage NiD-450
Il Nieuport-Delage NiD-450 era un idrocorsa (idrovolante da competizione) con configurazione "a scarponi" realizzato dall'azienda francese Nieuport-Delage per partecipare alla Coppa Schneider del 1929. Ritardi nella messa a punto del motore lo fecero volare solo l'anno successivo. Da esso derivò il successivo Nieuport-Delage NiD-650.

## Storia del progetto
Il Nieuport-Delage NiD-450 era un tipico rappresentante degli idrovolanti da competizione della seconda metà degli anni venti: doppio scarpone ed ala bassa. Il propulsore era un 18 cilindri a W Hispano-Suiza 18R, che azionava un'elica bipala.
Il simulacro fu completato nel 1928, le cellule nel luglio 1929, ma ritardi nello sviluppo del motore ne impedirono la partecipazione. Il primo esemplare volò l'8 aprile 1930. Il secondo esemplare fu sottoposto a modifiche, dopo un incidente occorso al primo velivolo, e ridisegnato NiD-650. Rimase distrutto in un incidente nel luglio 1931. Il secondo esemplare presentava un'ala più piccola e fu completato nel novembre 1931, quando la coppa era già stata assegnata al Regno Unito.
Nei piani della ditta costruttrice il NiD-650 doveva servire solo per l'addestramento dei piloti, in quanto per la gara del 1931 sarebbero stati impiegati due velivoli con diversa motorizzazione:
- NiD-651, con motore Lorraine 12Rcr Radium, 2 000 CV;
- NiD-652, con motore Renault 12Ncr, 2 000 CV;

## Velivoli comparabili
Italia
- Macchi M.67

 Regno Unito
- Supermarine S.5
- Supermarine S.6

 Francia
- Bernard HV-40
- Bernard HV-41